# Herminia heureka
Herminia heureka là một loài bướm đêm trong họ Noctuidae.